# Chantemerle-sur-la-Soie
Chantemerle-sur-la-Soie är en kommun i departementet Charente-Maritime i regionen Nouvelle-Aquitaine i västra Frankrike. Kommunen ligger i kantonen Tonnay-Boutonne som ligger i arrondissementet Saint-Jean-d'Angély. År 2022 hade Chantemerle-sur-la-Soie 214 invånare.

## Befolkningsutveckling
Antalet invånare i kommunen Chantemerle-sur-la-Soie
Referens:INSEE